# Thunderbike
Thunderbike ist ein deutscher Motorradhersteller, der sich auf Chopper-Sonderanfertigungen (Custombikes) und Zubehörherstellung spezialisiert hat. Außerdem ist das Unternehmen Vertragshändler der Motorradmarke Harley-Davidson und im Onlineversandhandel von Motorradzubehör & Bekleidung tätig.

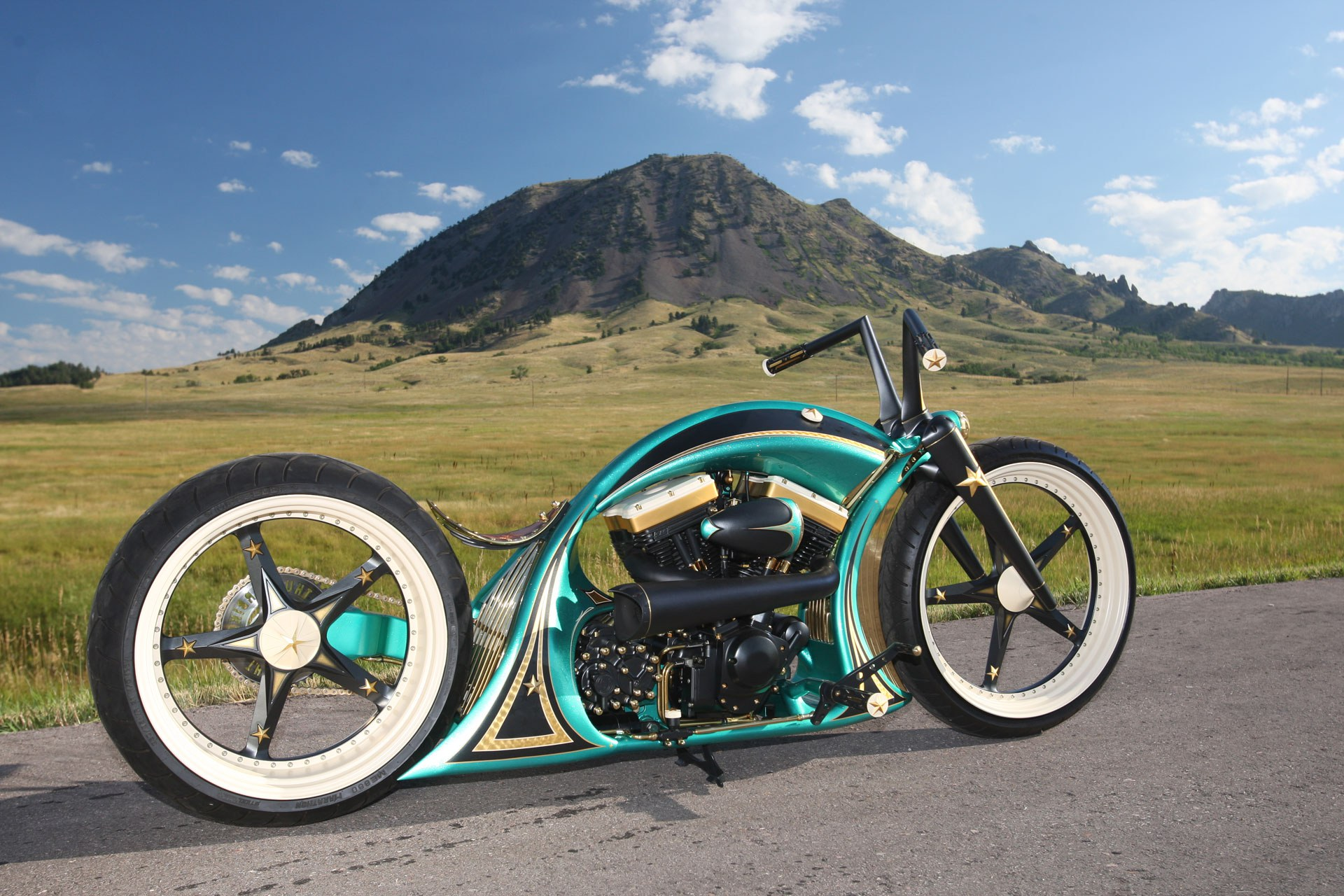
Thunderbike Open Mind

## Geschichte
Das Unternehmen Thunderbike wurde unter dem Namen Motorradschuppen 1985 in Hamminkeln gegründet und spezialisierte sich anfänglich auf Sportmotorräder japanischer Hersteller. 1987 wurde das Unternehmen Vertragshändler der Marke Suzuki und war seither als Tuner dieser Marke tätig.
Zwischen 1987 und 2001 war Thunderbike verstärkt im europäischen Rennsport tätig und gewann diverse Titel in der deutschen Langstreckenmeisterschaft. Bereits zu dieser Zeit entstand der Markenname „Thunderbike by Motorradschuppen“, der allerdings noch zum größten Teil für japanische Chopper und Streetfighter-Umbauten verwendet wurde.
2006 wurde Thunderbike zum Harley-Davidson-Vertragshändler der Region Niederrhein und stellte auch das Produktangebot noch weiter auf den neuen Hersteller um. Noch im gleichen Jahr belegte Thunderbike den 2. Platz in der Weltmeisterschaft im Custombikebau.
2009 eröffnete das Unternehmen ein American Roadhouse, welches zum 25-jährigen Firmenbestehen bei einer Bikeshow mit Moderator Ralf Richter und einem Konzert der Band The Boss Hoss eingeweiht wurde.
Im Jahr 2012 eröffnete die Firma einen Onlineversand-Handel für Motorrad-Zubehör und Bekleidung.
Am 8. August 2012 wurde Thunderbike mit dem Motorrad "PainTTless", einem über 150.000 € teuren Cafe Racer mit Harley-Davidson Ironhead Motor, Weltmeister im Custombikebau. Qualifiziert hatte sich Thunderbike für die Veranstaltung in Sturgis mit dem Sieg bei der Ridein-Bikeshow auf der European Bike Week in Faak 2010.

## Jokerfest
Das Jokerfest ist ein jährliches Biker-Treffen mit anschließendem Open Air Rock-Konzert auf dem Firmengelände von Thunderbike, das seit dem Jahr 2000 an einem Juni-Wochenende stattfindet. Zu den Bands der vergangenen Jahre zählen Slade, Uriah Heep, Manfred Mann’s Earth Band, Suzi Quatro, The BossHoss, Guano Apes, Leningrad Cowboys, The Hooters, Doro Pesch, Status Quo oder The Baseballs. Zum Tagesprogramm gehört auch eine internationale Bikeshow, bei der professionelle Custombike Hersteller und private Umbauer ihre Motorräder ausstellen und von einer Jury bewerten lassen.

## Meisterschaften und Preise
- Europameisterschaft 2006 (1. Platz)[9]
- Weltmeisterschaft 2006 (2. Platz)[10]
- Rats Hole Show 2006 Sturgis: 2. Platz
- Europameisterschaft 2008 (1. Platz)[11]
- Rats Hole Show 2008 Sturgis: 2. Platz
- European Biker Build Off 2008 Custombike Messe (1. Platz)
- Cologne Custom Championship 2010 (1. Platz Chopper/Cruiser)
- Faak Ride-In Bike Show 2010 (1. Platz)
- Faak Championship 2011 (2. Platz Chopper / 3. Platz Modified Harley)[12]
- Weltmeisterschaft 2012 (1. Platz Freestyle Klasse)[13]
- Faak Championship 2013 (1. Platz Custom-Klasse und Best-in-Show mit der Unbreakable)
- Custom Chrome Show 2013 (1. Platz Championship Klasse)
- Faak European Championship 2014 (1. Platz Sportster Klasse und 1 Platz. Modified Harley)
- Weltmeisterschaft 2014 (3. Platz Modified Harley & 6. Platz Freestyle Klasse)

## Galerie

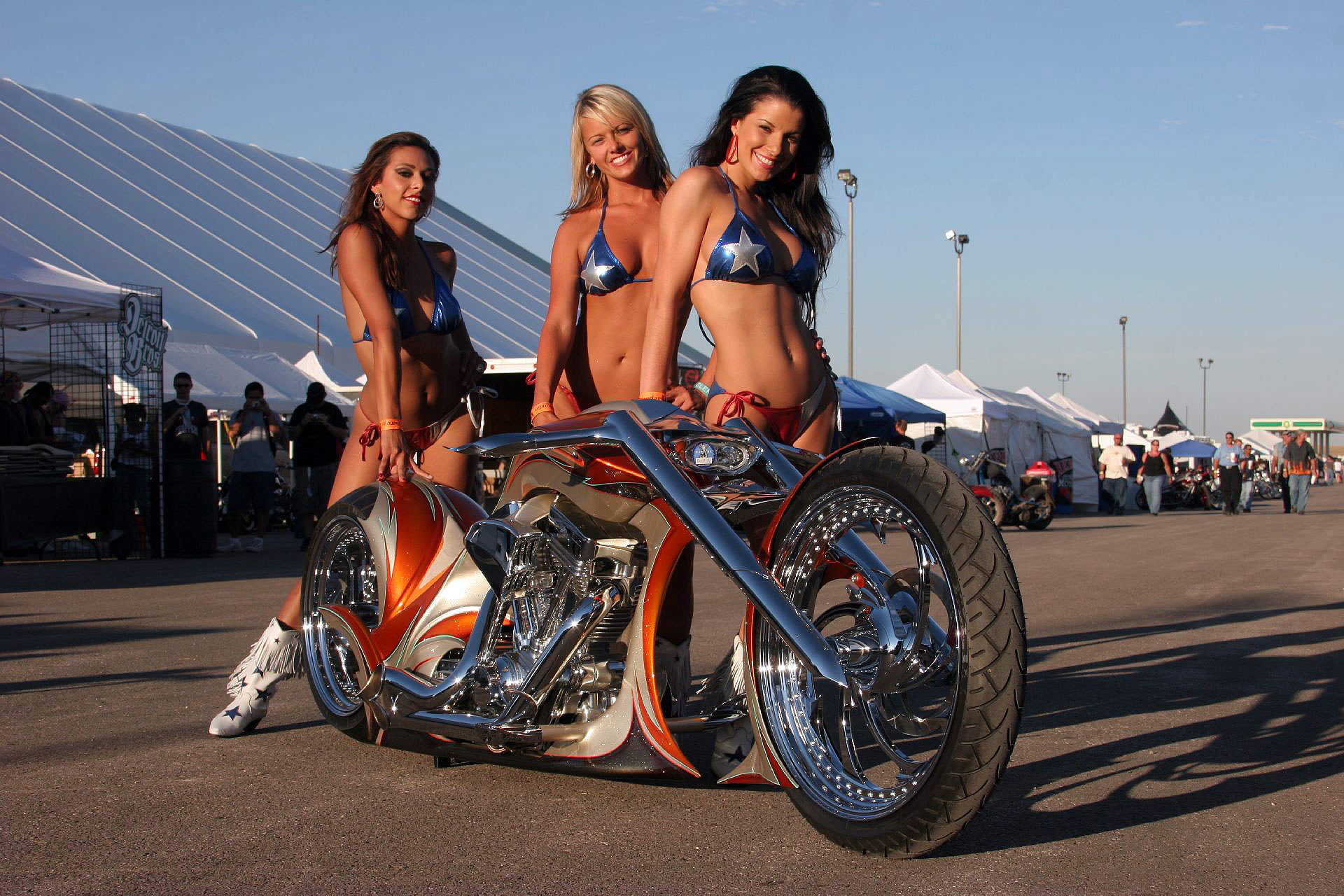
"Spectacula" – Vizeweltmeister 2006
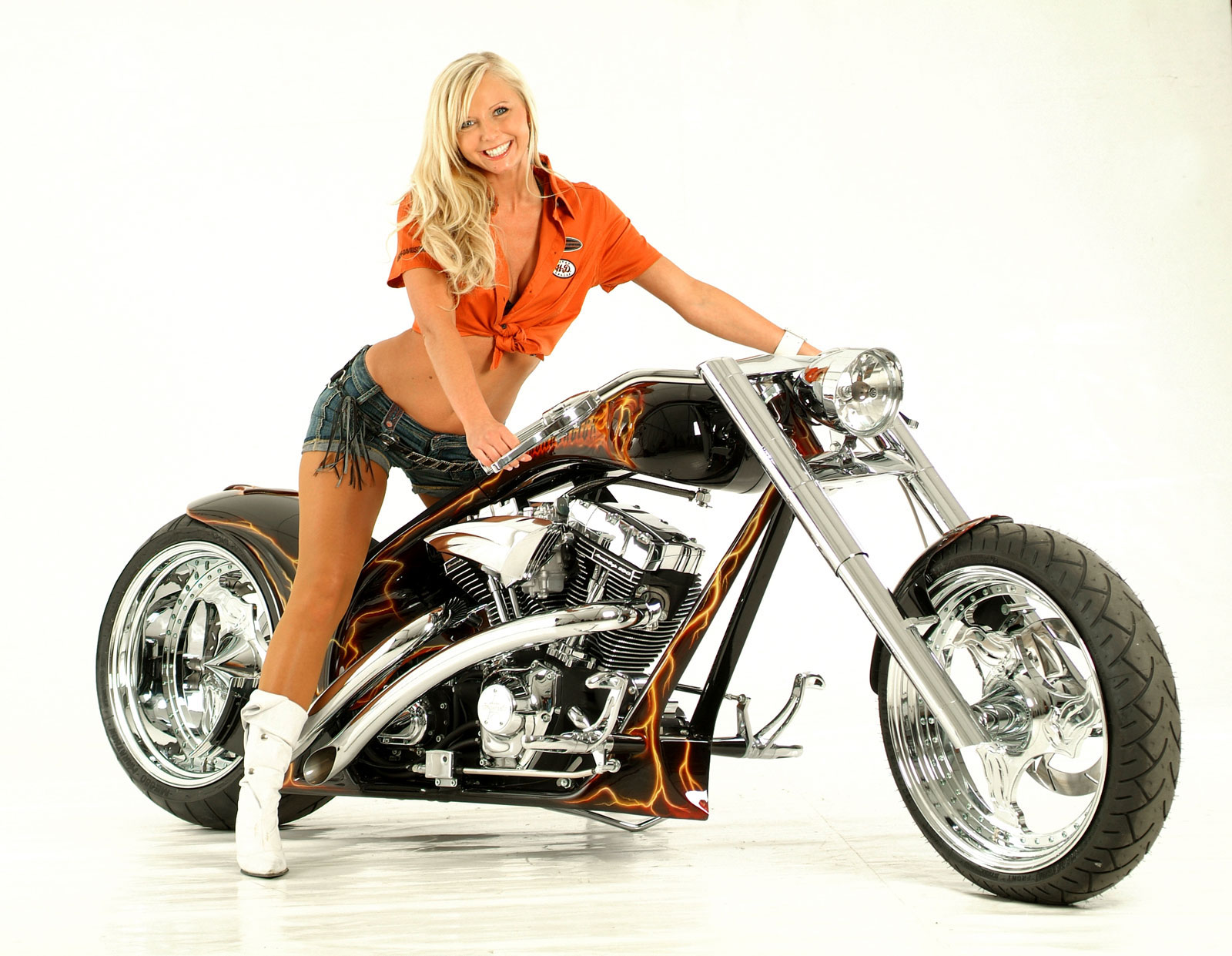
Themenbike "Thunderlick"
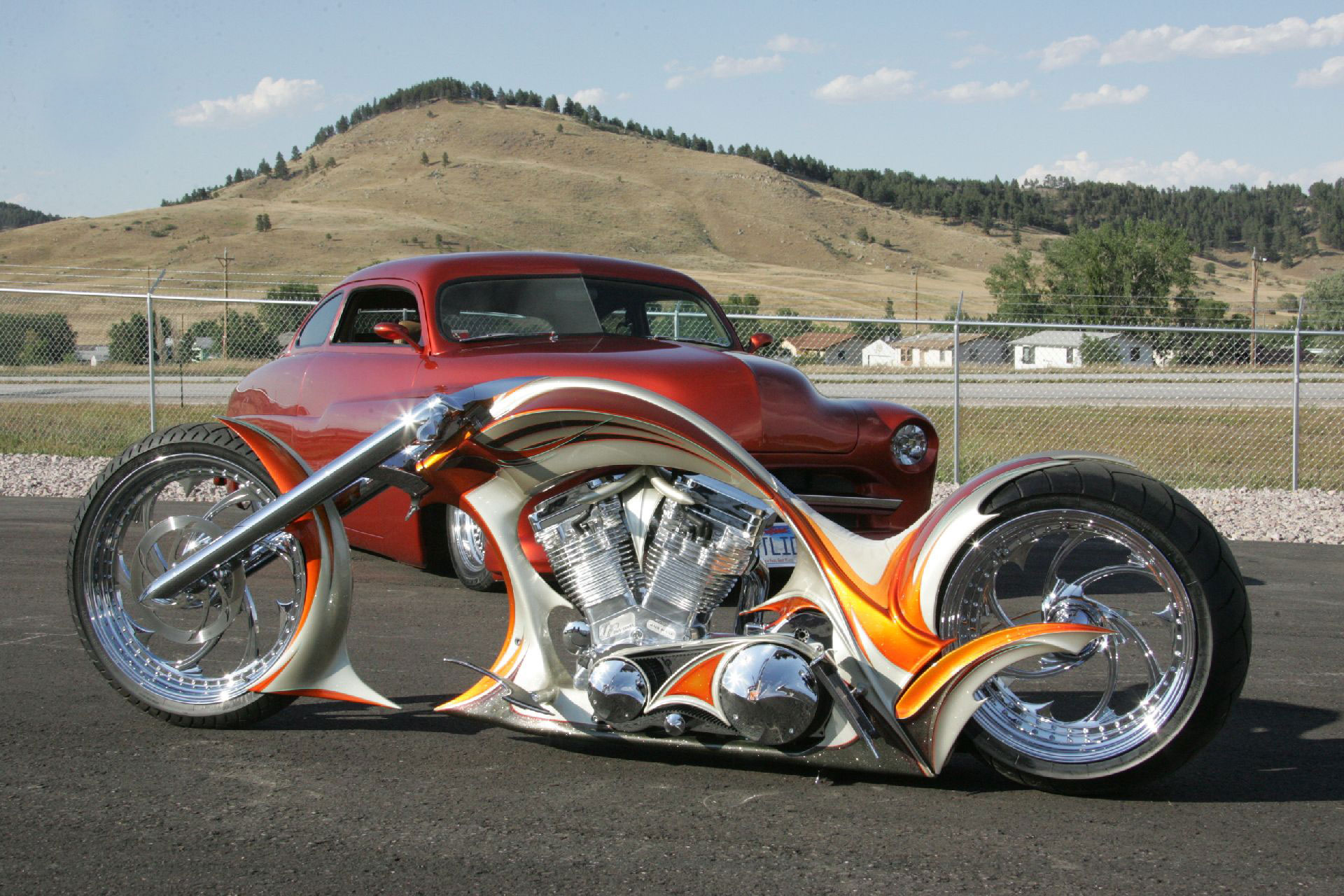
25th Anniversary Bike
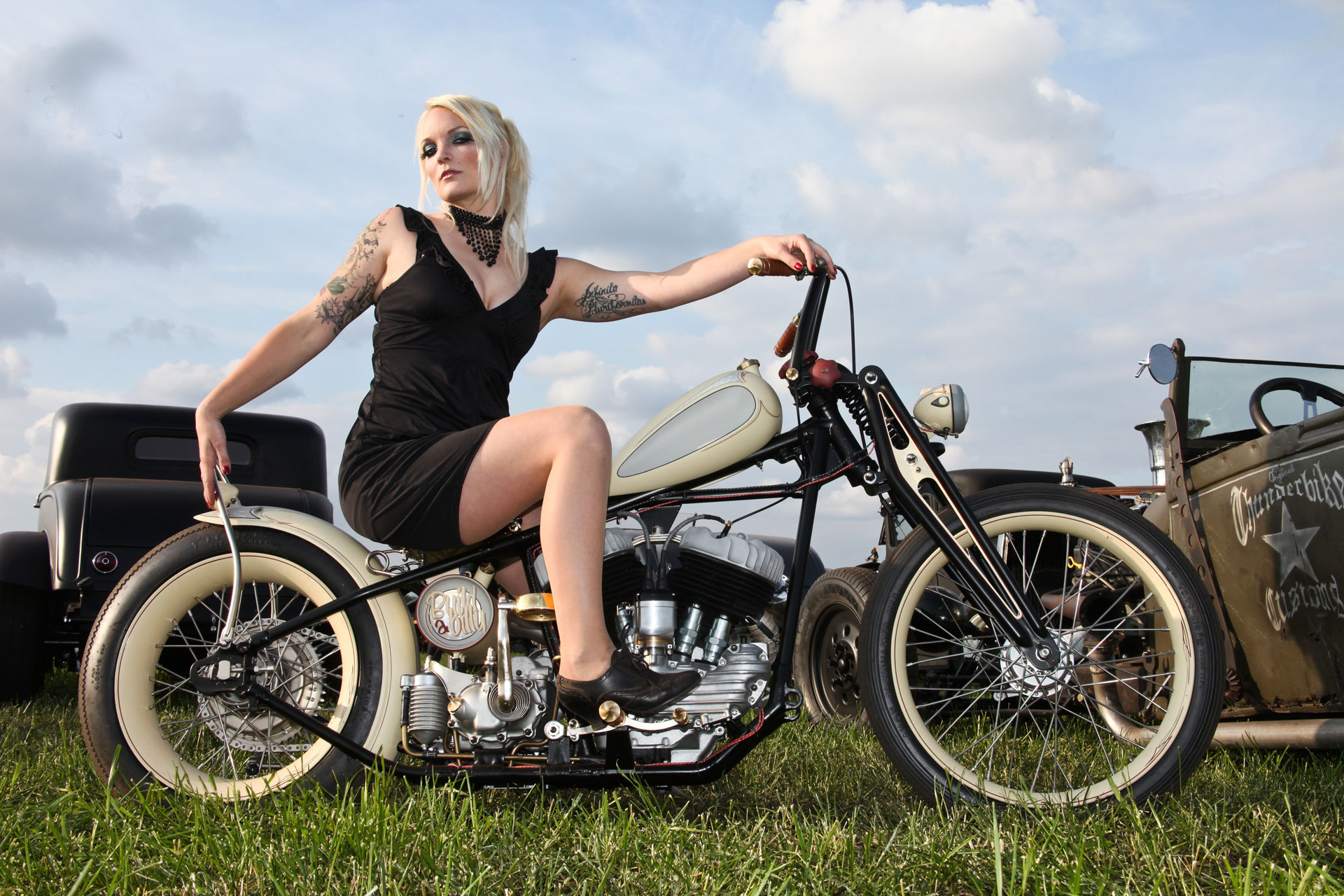
"Build a Billy" Bike